# Mémorial Van Damme 2018
Navigation
Édition précédente Édition suivante
Le Mémorial Van Damme 2018 est la 42e édition du Mémorial Van Damme qui se déroule le 31 août 2018 au stade Roi Baudouin de Bruxelles, en Belgique. Il constitue la dernière étape et l'une des deux finales de la Ligue de diamant 2018.

## Résultats

### Hommes
| Rang | Athlète | Temps | Points |
| ---- | ------- | ----- | ------ |
| 1    | [[]]    |       | 8      |
| 2    | [[]]    |       | 7      |
| 3    | [[]]    |       | 6      |
| 4    | [[]]    |       | 5      |
| 5    | [[]]    |       | 4      |
| 6    | [[]]    |       | 3      |
| 7    | [[]]    |       | 2      |
| 8    | [[]]    |       | 1      |

| Rang | Athlète | Temps | Points |
| ---- | ------- | ----- | ------ |
| 1    | [[]]    |       | 8      |
| 2    | [[]]    |       | 7      |
| 3    | [[]]    |       | 6      |
| 4    | [[]]    |       | 5      |
| 5    | [[]]    |       | 4      |
| 6    | [[]]    |       | 3      |
| 7    | [[]]    |       | 2      |
| 8    | [[]]    |       | 1      |

| Rang | Athlète | Temps | Points |
| ---- | ------- | ----- | ------ |
| 1    | [[]]    |       | 8      |
| 2    | [[]]    |       | 7      |
| 3    | [[]]    |       | 6      |
| 4    | [[]]    |       | 5      |
| 5    | [[]]    |       | 4      |
| 6    | [[]]    |       | 3      |
| 7    | [[]]    |       | 2      |
| 8    | [[]]    |       | 1      |

| Rang | Athlète | Temps | Points |
| ---- | ------- | ----- | ------ |
| 1    | [[]]    |       | 8      |
| 2    | [[]]    |       | 7      |
| 3    | [[]]    |       | 6      |
| 4    | [[]]    |       | 5      |
| 5    | [[]]    |       | 4      |
| 6    | [[]]    |       | 3      |
| 7    | [[]]    |       | 2      |
| 8    | [[]]    |       | 1      |

| Rang | Athlète | Temps | Points |
| ---- | ------- | ----- | ------ |
| 1    | [[]]    |       | 8      |
| 2    | [[]]    |       | 7      |
| 3    | [[]]    |       | 6      |
| 4    | [[]]    |       | 5      |
| 5    | [[]]    |       | 4      |
| 6    | [[]]    |       | 3      |
| 7    | [[]]    |       | 2      |
| 8    | [[]]    |       | 1      |

| Rang | Athlète | Marque | Points |
| ---- | ------- | ------ | ------ |
| 1    | [[]]    |        | 8      |
| 2    | [[]]    |        | 7      |
| 3    | [[]]    |        | 6      |
| 4    | [[]]    |        | 5      |
| 5    | [[]]    |        | 4      |
| 6    | [[]]    |        | 3      |
| 7    | [[]]    |        | 2      |
| 8    | [[]]    |        | 1      |

| \| Rang \| Athlète \| Marque \| Points \| \| ---- \| ------- \| ------ \| ------ \| \| 1 \| [[]] \| \| 8 \| \| 2 \| [[]] \| \| 7 \| \| 3 \| [[]] \| \| 6 \| \| 4 \| [[]] \| \| 5 \| \| 5 \| [[]] \| \| 4 \| \| 6 \| [[]] \| \| 3 \| \| 7 \| [[]] \| \| 2 \| \| 8 \| [[]] \| \| 1 \| |         |        |        |
| Rang | Athlète | Marque | Points |
| 1 | [[]]    |        | 8      |
| 2 | [[]]    |        | 7      |
| 3 | [[]]    |        | 6      |
| 4 | [[]]    |        | 5      |
| 5 | [[]]    |        | 4      |
| 6 | [[]]    |        | 3      |
| 7 | [[]]    |        | 2      |
| 8 | [[]]    |        | 1      |

### Femmes
| Rang | Athlète             | Temps   | Points |
| ---- | ------------------- | ------- | ------ |
| 1    | Shaunae Miller-Uibo | 22 s 12 | 8      |
| 2    | Dafne Schippers     | 22 s 53 | 7      |
| 3    | Jamile Samuel       | 22 s 64 | 6      |
| 4    | Shericka Jackson    | 22 s 72 | 5      |
| 5    | Jenna Prandini      | 22 s 96 | 4      |
| 6    | Gabrielle Thomas    | 23 s 18 | 3      |
| 7    | Ivet Lalova-Collio  | 23 s 36 | 2      |
| 8    | Manon Depuydt       | 23 s 69 | 1      |

| Rang | Athlète                 | Temps   | Points |
| ---- | ----------------------- | ------- | ------ |
| 1    | Salwa Eid Naser         | 49 s 33 | 8      |
| 2    | Phyllis Francis         | 50 s 51 | 7      |
| 3    | Shakima Wimbley         | 50 s 77 | 6      |
| 4    | Jaide Stepter           | 51 s 17 | 5      |
| 5    | Stephenie Ann McPherson | 51 s 40 | 4      |
| 6    | Jessica Beard           | 51 s 47 | 3      |
| 7    | Courtney Okolo          | 52 s 18 | 2      |
| 8    | Camille Laus            | 53 s 72 | 1      |

| Rang | Athlète         | Temps         | Points |
| ---- | --------------- | ------------- | ------ |
| 1    | Laura Muir      | 3 min 58 s 49 | 8      |
| 2    | Shelby Houlihan | 3 min 58 s 94 | 7      |
| 3    | Sifan Hassan    | 3 min 59 s 41 | 6      |
| 4    | Gudaf Tsegay    | 3 min 59 s 68 | 5      |
| 5    | Axumawit Embaye | 4 min 2 s 75  | 4      |
| 6    | Winny Chebet    | 4 min 3 s 37  | 3      |
| 7    | Sofia Ennaoui   | 4 min 3 s 49  | 2      |
| 8    | Rababe Arafi    | 4 min 3 s 82  | 1      |

| Rang | Athlète            | Marque  | Points |
| ---- | ------------------ | ------- | ------ |
| 1    | Brianna McNeal     | 12 s 61 | 8      |
| 2    | Kendra Harrison    | 12 s 63 | 7      |
| 3    | Danielle Williams  | 12 s 64 | 6      |
| 4    | Tobi Amusan        | 12 s 69 | 5      |
| 5    | Sharika Nelvis     | 12 s 80 | 4      |
| 6    | Nadine Visser      | 12 s 81 | 3      |
| 7    | Eline Berings      | 12 s 94 | 2      |
| 8    | Dawn Harper-Nelson | 13 s 08 | 1      |

| Rang | Athlète                     | Marque                 | Points |
| ---- | --------------------------- | ---------------------- | ------ |
| 1    | Beatrice Chepkoech          | 8 min 55 s 10 (MR)     | 8      |
| 2    | Norah Jeruto                | 8 min 59 s 62 (PB)     | 7      |
| 3    | Hyvin Kiyeng                | 9 min 1 s 60 (SB)      | 6      |
| 4    | Emma Coburn                 | 9 min 6 s 51           | 5      |
| 5    | Celliphine Chepteek Chespol | 9 min 6 s 75           | 4      |
| 6    | Courtney Frerichs           | 9 min 7 s 07           | 3      |
| 7    | Peruth Chemutai             | 9 min 13 s 58          | 2      |
| 8    | Aisha Praught               | 9 min 14 s 09 (NR, PB) | 1      |

| Rang | Athlète            | Marque | Points |
| ---- | ------------------ | ------ | ------ |
| 1    | Caterine Ibarguen  | 6,80 m | 8      |
| 2    | Shara Proctor      | 6,70 m | 7      |
| 3    | Sha'Keela Saunders | 6,68 m | 6      |
| 4    | Malaika Mihambo    | 6,61 m | 5      |
| 5    | Brooke Stratton    | 6,57 m | 4      |
| 6    | Lorraine Ugen      | 6,53 m | 3      |
| 7    | Christabel Nettey  | 6,52 m | 2      |
| 8    | Hanne Maudens      | 6,36 m | 1      |

| Rang | Athlète             | Marque  | Points |
| ---- | ------------------- | ------- | ------ |
| 1    | Gong Lijiao         | 19,83 m | 8      |
| 2    | Raven Saunders      | 19,64 m | 7      |
| 3    | Christina Schwanitz | 19,50 m | 6      |
| 4    | Aliona Dubitskaya   | 19,01 m | 5      |
| 5    | Paulina Guba        | 18,54 m | 4      |
| 6    | Danniel Thomas-Dodd | 18,27 m | 3      |
| 7    | Melissa Boekelman   | 17,90 m | 2      |
| 8    | Yuliya Leantsiuk    | 16,13 m | 1      |

| Rang | Athlète             | Marque  | Points |
| ---- | ------------------- | ------- | ------ |
| 1    | Yaimé Pérez         | 65,00 m | 8      |
| 2    | Andressa de Morais  | 64,65 m | 7      |
| 3    | Sandra Perković     | 64,31 m | 6      |
| 4    | Claudine Vita       | 61,33 m | 5      |
| 5    | Gia Lewis-Smallwood | 59,28 m | 4      |
| 6    | Whitney Ashley      | 58,75 m | 3      |
| 7    | Nadine Müller       | 58,24 m | 2      |
| 8    | Denia Caballero     | 56,37 m | 1      |

## Légende
Records et Performances
- AR : Record continental (area record)
- CR : Record des championnats (championship record)
- MR : Record du meeting (meet record)
- NR : Record national (national record)
- OR : Record olympique (olympic record)
- PR : Record paralympique (paralympic record)
- PB : Record personnel (personal best)
- SB : Meilleure performance personnelle de la saison (season's best)
- WL : Meilleure performance mondiale de l'année (world leader)
- WJR : Record du monde junior (world junior record)
- WR : Record du monde (world record)

Circonstances et Conditions
- DNF : N'a pas terminé (did not finish)
- DNS : N'a pas pris le départ (did not start)
- DQ : Disqualification (disqualification)
- NM : Aucun essai valable enregistré (No Mark)
- Q : Qualifié « directement » au prochain tour (ou à la prochaine compétition), lors d'une compétition majeure, grâce au classement ou à la réalisation des minima (automatic qualifier)
- q : Qualifié au prochain tour (ou à la prochaine compétition), lors d'une compétition majeure, grâce au repêchage ou à la réalisation de l'une des meilleures performances parmi celles des « non qualifiés directement » (grâce au meilleur temps ou à la meilleure distance par exemple) (secondary qualifier)